# Kökény Attila
Kökény Attila (Budapest, 1975. április 20.) magyar énekes, a Megasztár 5 felfedezettje, az Eurovíziós Dalfesztiválok magyarországi előválogatóinak résztvevője 2012-ben és 2018-ban.

## Élete
2000-ben kezdett el énekelni. Hajókon, éjszakai bárokban zenélt évekig. 20 éve játszik zongorán. Dalait ő maga írja. Az igazi ismertséget a Megasztár 5 hozta el neki, amibe gyermekei nevezték be. A Megasztár 5 fináléjában Tolvai Renáta mellett küzdött az év hangja címért. A Megasztárt nem nyerte meg, de 2010 legjobb férfi hangja lett. 2017. december 6-án bejelentették, hogy a Duna eurovíziós dalválasztó műsorába, A Dal 2018-ba bejutott az Életre kel című dala, melyet Szőke Nikolettával és Szakcsi Lakatos Róberttel közösen ad elő.
Nős, három gyermek édesapja, három fiú és egy lány nagyapja.
A 2020-ban elkezdődött Álarcos Énekes című műsorban is szerepelt, mint unikornis jelmezben.
A Sztárban sztár című zenés show-műsor hetedik, nyolcadik és kilencedik évadában a zsűri egyik tagja.

## Díjai, elismerései
- Magyar Toleranciadíj (2013)[3]
- Jótékonysági Díj (2015)[4]
- Szenes Iván-díj (2021)
- Kornay Mariann-díj (2021)

## Diszkográfia
- Nincs semmi másom (2011) Universal/Zebra
- Mese az álomról (2012)
- Hol az a perc (2014) Mistral
- Karácsonyi dalok (2015) Mistral
- Elmegyek – Válogatás Máté Péter dalaiból (2016) Mistral

## A Megasztárban előadott dalok
| #         | Előadó                         | Dal                              | Zene / szöveg                               | Eredmény          |
| --------- | ------------------------------ | -------------------------------- | ------------------------------------------- | ----------------- |
| 1. döntő  | Kökény Attila                  | Kicsi, gyere velem rózsát szedni | Gábor S. P., Szenes I.                      | Továbbjutott      |
| 2. döntő  | Kökény Attila                  | Faith                            | G. Michael                                  | Továbbjutott      |
| 3. döntő  | Kökény Attila                  | I Have Nothing                   | D. Foster, L. Thompson                      | Továbbjutott      |
| 4. döntő  | Kökény Attila                  | Rád gondolok és a sírás fojtogat | Kökény A.                                   | Továbbjutott      |
| 5. döntő  | Kökény Attila                  | (Where Do I Begin) Love Story    | F. Lai, C. Sigman, Várady Zs.               | Továbbjutott      |
| 6. döntő  | Kökény Attila                  | Sway                             | N. Gimbel, P. B. Ruiz                       | Továbbjutott      |
| 7. döntő  | Kökény Attila                  | Who Wants To Live Forever        | B. May                                      | Utolsó három      |
| 8. döntő  | Kökény Attila és Miklósa Erika | Time To Say Goodbye              | L. Quarantotto, F. Peterson, F. Sartori     | Továbbjutott      |
| 8. döntő  | Szíj Melinda és Kökény Attila  | New York, New York               | F. Ebb, J. Kander                           | Továbbjutott      |
| 9. döntő  | Kökény Attila                  | Érints meg                       | Balázs F., Horváth A.                       | Továbbjutott      |
| 9. döntő  | Kökény Attila                  | Tevagyazakitalegjobban           | Bársony B., Erdélyi A.                      | Továbbjutott      |
| 10. döntő | Kökény Attila                  | Ez majdnem szerelem volt         | Nagy T., Bradányi I.                        | Utolsó három      |
| 10. döntő | Kökény Attila                  | Ne félj (Adagio)                 | T. Albinoni, Szakály L., Szécsi P.          | Utolsó három      |
| 11. döntő | Kökény Attila                  | Ő (She)                          | C. Aznavour, H. Kretzmer, Bradányi I.       | Továbbjutott      |
| 11. döntő | Tolvai Renáta és Kökény Attila | Hamvadó cigarettavég             | Hegedűs T., G. Dénes Gy.                    | Továbbjutott      |
| 11. döntő | Szíj Melinda és Kökény Attila  | Száguldás, Porsche, Szerelem     | Nagy T., Juhász S.                          | Továbbjutott      |
| 11. döntő | Kökény Attila                  | Könnyű álmot hozzon az éj        | Várkonyi M., Miklós T.                      | Továbbjutott      |
| Finálé    | Kökény Attila                  | Még nem veszíthetek              | Zámbó I., Pásztor L., Jakab Gy., Lakatos G. | Második helyezett |
| Finálé    | Kökény Attila                  | Kicsi, gyere velem rózsát szedni | Gábor S. P., Szenes I.                      | Második helyezett |
| Finálé    | Kökény Attila és Tóth Vera     | Szomorú vasárnap                 | Seress R., Jávor L.                         | Második helyezett |
| Párbaj    | Tolvai Renáta és Kökény Attila | Caruso                           | L. Dalla                                    | Második helyezett |